# فرانك هندرسون (لاعب بوكر)
فرانك هندرسون (بالإنجليزية: Frank Henderson)‏ هو لاعب بوكر أمريكي، ولد في 14 ديسمبر 1931.